# Harry S. Truman
Harry S. Truman (Lamar, 1884. május 8. – Kansas City, 1972. december 26.) az Amerikai Egyesült Államok 34. alelnöke és 33. elnöke (1945–1953). Franklin D. Roosevelt utóda az elnöki székben.

## Élete

### Korai évek
Gyermekkorát Nyugat-Missouri farmjain töltötte, jól nevelt kisfiúként, egy szerető családban. Apja szegénysége nem tette lehetővé számára a felsőoktatási végzettség megszerzését. Közvetlen, nyílt és egyszerű ember volt, aki iskolázatlansága ellenére igen sokat olvasott. Kitűnően megtanult zongorázni is. Harcolt az első világháború franciaországi frontján, s őrnagyként szerelt le. Rövidáru-kereskedést nyitott Kansas Cityben, de gyorsan tönkrement.
Feleségével, „Bess” Wallace-szel hatéves korában ismerkedett meg, csaknem harminc évig várt, amíg végül feleségül vehette, és élete végéig csak őt szerette. Gyakran nyilvánosan is „Főnök” („Boss”) néven emlegette az asszonyt. „Három dolog tud tönkretenni egy férfit – jelentette ki egyszer. – A hatalom, a pénz és az asszonyok. Sohasem kívántam hatalmat, sohasem volt pénzem, és az egyetlen asszony az életemben most is odahaza van a házban.”
Kansas City korrupt demokrata politikai gépezete emelte ki az ismeretlenségből, a hírhedt Pendergast család vezetésével. Ez az ír família pénzt, állást, segélyeket osztott rászorulóknak, majd begyűjtötte szavazataikat. Azért kínáltak állást Trumannak, mert szükségük volt valakire, aki nem ír származású, nem korrupt és nem katolikus, hanem angolszásznak tekintett, tisztességes, baptista és szabadkőműves, akit a helyi társadalom megbecsül, akiről senki sem mondhat rosszat. Truman pedig hálás volt nekik, hiszen az anyagi csődtől mentették meg. Egykori katona bajtársai és ismerősei segítségével előbb a megye „választott bírája” (1922-24), majd „elnöklő bírája” (1927-34) elnevezésű közigazgatási tisztségekre választották meg. Utakat, kórházakat építtetett, s ő vezette a szövetségi munkaügyi segélyszolgálatot is.
A Pendregast családnak és helyi népszerűségének köszönhetően jutott be a szenátusba (1935-45). Kissé színtelen, fantáziátlan egyéniség volt, előnytelen külseje, kudarcai és tanulatlansága miatt igen érzékeny, sértődékeny ember. Három évbe tellett, mire kollégái elismerték róla, hogy nem korrupt, hanem dolgos és megbízható, de még így is csak annak köszönhette 1940-es második győzelmét a szenátusi választásokon, hogy túl sok ellenfele volt, akik között megoszlottak a szavazatok. A New Dealt támogatta, több bizottságban is tevékenykedett, majd 1941-ben ő javasolta a „Különleges Szenátusi Bizottság a Nemzetvédelmi Program Felülvizsgálatára” elnevezésű testület létrehozását. Ő lett az elnöke, s ezért e testület hamarosan országszerte csak Truman-bizottságként emlegették. Hatalmas munkát végzett a hadügyi termelés felülvizsgálatával, a korrupt vállalkozók ellenőrzésével, s állítólag 15 milliárd dollárt takarított meg. A lapok dicsőítették Trumant, 1943. március 8-án a Time címlapjára került, s a Look magazin szerint azon tíz washingtoni tisztviselő közé tartozott, akiknek a legtöbbet köszönhet az ország.
Mint szenátor, Truman ellenséges volt mind a náci Németországgal, mind a kommunista Oroszországgal (Szovjetunióval) szemben. Két nappal a Szovjetúnió Hitler általi megtámadását követően, 1941 júniusában tett kijelentését később gyakran idézte a kommunista propaganda a hidegháború éveiben:
|  | „If we see that Germany is winning we ought to help Russia, and if Russia is winning we ought to help Germany, and that way let them kill as many as possible although I don't want to see Hitler victorious under any circumstances. / Ha azt látjuk, hogy Németország győz, akkor Oroszországnak kell segítenünk; ha Oroszország áll győzelemre, akkor segítenünk kell Németországot és így hagyjuk, hogy minél többet öljenek meg (egymás közül), habár én semmiképpen nem akarom Hitlert győztesnek látni.” |
|  | |

1944-ben a konzervatív demokraták meg akartak szabadulni Roosevelt túl liberálisnak tartott alelnökétől, Wallace-től, és végül Trumant jelölték az alelnöki posztra, mert már személyesen nem tudtak megegyezni. Egyesek ezért „az új Missouri-kompromisszum” néven emlegették őt. Truman azonban meg volt elégedve szenátori hivatalával: „A Pennsylvania Avenue 1600-as szám nagyon szép lakáscím, de nem szívesen költöznék be a hátsó ajtón, és hatvanéves koromban már a többi ajtón sem!” Végül a viharos jelölőgyűlésen Roosevelt ezt üzente neki telefonon: „Mondják meg a szenátornak, hogy ha meg akarja osztani a Demokrata Pártot a háború közepén, ez az ő felelőssége lesz!” „Oh, shit” – sóhajtott fel Truman, majd később így módosította nyilatkozatát: „Nos, ha ez a helyzet, igent kell mondanom.” Családja nem örült, feleségének apja fiatal korában öngyilkosságot követett el. Mivel ez akkoriban nagy szégyennek számított, az asszony attól félt, hogy a sajtó ezt közzéteszi. Aggodalma azonban alaptalannak bizonyult.
Truman mindössze 82 napig volt az Egyesült Államok alelnöke. Csak két alkalommal keltett feltűnést. Először azzal, hogy alelnök létére is részt vett régi pártfogója, Tom Pendergast temetésén, holott az illető börtönviselt személy volt. (Sokan tisztelték érte, hogy nem feledkezett meg egy régi barátról.) Másodszor pedig a washingtoni sajtóklub katonák számára rendezett műsorán hajlandó volt a zongorához ülni, a szépséges Lauren Bacall színésznő pedig, formás lábait mutogatva a zongora tetejére heveredett. Bess Truman dühöngött, és felszólította férjét, hogy ne zongorázzon soha többé nyilvánosan...

## Az Amerikai Egyesült Államok elnökeként

### Első ciklusa
1945. április 12-én a Fehér Házba hívatták, ahol Eleanor Roosevelt e szavakkal fogadta: „Harry, az elnök halott.” A döbbent Truman csak ennyit tudott kérdezni: „Tehetek valamit önökért?” Az asszony így válaszolt: „Talán inkább mi tehetünk valamit magáért? Mert most már maga van bajban!” Truman később e szavakkal idézte fel érzéseit: „Mintha a Hold, a csillagok, és az összes bolygó rám zuhant volna...”
David McCullough történész így látta Truman helyzetét: „A vidékies, elzárkózó Amerika fia volt, egy generációra a vadnyugat korától, áthatva a mezőgazdasági demokrácia régi, jeffersoni ideáljától, s abban a pillanatban kellett átvennie a Föld leghatalmasabb ipari nemzetének irányítását, amikor ez a hatalom a tudományos és technikai fejlődés elképesztő eredményeire támaszkodva soha nem látott erővé alakult át. Egyetlen elnökre sem nehezedett még akkora felelősség, mint rá, és ő egész jól megállta a próbát.”
Az új elnök először is folytatta elődje külpolitikáját: részt vett a San Franciscó-i konferencián, amelyen létrehozták az ENSZ-t, majd a potsdami találkozón. A háború mielőbbi befejezésére, valamint amerikai katonák életének megmentésére hivatkozva (erkölcsi megfontolások ekkor még nem merültek fel) beleegyezett az atombomba bevetésébe Japán ellen. Okinawa apró szigetének elfoglalása során ugyanis 12 520 amerikai és 185 000 japán esett el. A katonai szakértők úgy vélekedtek, hogy ugyanezzel az aránnyal számolva Japán elfoglalása egymillió amerikai és 10-20 millió japán életébe kerülne. Ezért az atombomba bevetése nemcsak logikus és racionális, de sokak szemében még humánus megoldásnak is tűnt. Truman élete végéig meg volt győződve róla, hogy amerikai és japán életeket mentett meg a bomba bevetésével.
Sztálinról azonban egészen másként vélekedett, mint Roosevelt: feleségének azt írta róla, hogy ugyanúgy lehet megbízni benne, mint Hitlerben vagy Al Caponéban. Rooseveltnél keményebben ítélte el a Szovjetunió kelet-európai uralmának kiépítését is, többet azonban nem tehetett, mert a hadsereg egy részét leszerelték, és az újabb háborút senki sem támogatta volna. Ezért Amerika csak a feltartóztatás politikájának meghirdetésére volt képes, „az orosz terjeszkedés hosszú távú, türelmes, de határozott és elővigyázatos feltartóztatására”. Truman 1946 júniusában fogadta a Nagy Ferenc által vezetett magyar kormányküldöttséget, majd a következő évben botrányosnak nevezte a magyar miniszterelnök megbuktatását.
„Elegem van a szovjetek dédelgetéséből!” – jelentette ki Truman 1946-ban, és amikor a következő évben a kongresszust Törökország és a kommunista partizánok ellen harcoló görög kormány támogatására szólította fel, meghirdette az úgynevezett Truman-elvet. Eszerint „az Egyesült Államoknak az a politikája, hogy támogatja a fegyveres kisebbségek erőszakosságának kitett, vagy külső nyomásnak alávetett szabad népeket.” Az 1947-ben meghirdetett Marshall-tervvel meggyorsították a nyugat-európai gazdasági újjáéledést: négy éven belül 12,5 milliárd dollár segélyt nyújtottak tizenhat európai országnak. Amikor pedig a szovjet hadsereg blokád alá vette Berlint, Truman légi szállítással kerülte el mind az erőszakot, mind a kapitulációt (1948. június 24- 1949. május 12.). Az újonnan megalapított Izrael államot elismerte, s erélyesebben támogatta az ENSZ-ben. Kormányzatának legtartósabb és legjelentősebb döntésére azonban 1949-ben került sor, amikor az Egyesült Államok tizenegy másik nemzettel együtt létrehozta az Észak-Atlanti Szerződés Szervezetét ( NATO). Vagyis Truman belátta, hogy az izoláció kora véglegesen lezárult, az Egyesült Államoknak nyíltan vállalnia kell, hogy gazdasági és katonai téren egyaránt megvédelmezi a demokratikus politikai rendszereket.
Első elnöki időszakában Trumannak szembe kellett néznie az amerikai belpolitika egyelőre megoldhatatlannak tűnő problémáival is. A gazdaságnak még évekre volt szüksége a békés termelésre való átálláshoz, 1946-ban 4,6 millió munkás sztrájkolt, a fellendülés csak az 1950-es években indulhatott meg. Nyugtalanság, bizonytalanság harapódzott el a társadalomban, amely úgy érezte, hogy a háborús erőfeszítések ellenére sem múlt el minden veszély, a kommunizmus erői előrenyomulnak, a világ nem lett biztonságosabb. Az elnök kénytelen volt fellépni a vasutasok és a bányászok sztrájkjai ellen, amelyek azzal fenyegettek, hogy megbénítják a gazdaságot. Ennek azonban megvolt az ára: sokak szemében ellenszenvessé vált, s fanyar vicceket terjesztettek róla. „Tévedni trumani dolog!” („To err is Truman”). „Vajon mit tenne Truman, ha élne?” Mások a régi vadnyugati kocsmák feliratait idézték fel: „Kérjük, ne lője le a zongoristát! Megtesz minden tőle telhetőt!” Sokan úgy vélekedtek, hogy a művelt, nagyvilági Roosevelt után egy korlátolt, szűk látókörű vidéki kezébe került az ország irányítása. Pedig Truman egyáltalán nem volt érzéketlen a szociális problémákra: megvétózta a szakszervezetek működését nehezítő Taft-Hartley féle törvényt (1947), de vétóját a kongresszus érvénytelenítette. A külügyekben pedig jóval tisztábban látott elődjénél: mind az Egyesült Államoknak, mind Európának előnyére vált, hogy a hidegháború idején nem egy kifinomult értelmiségi próbált kiegyezni a Fehér Házból az olyannyira szép szólamokat hangoztató Szovjetunióval, hanem egy egyszerű, de határozott ember, aki a régi erkölcsi elvek alapján különbséget tudott tenni a jó és rossz között.
Azt viszont nem tudta elviselni, ha szeretteit megbántották. Leánya, Margaret, akiből később írónő lett, s színvonalas bűnügyi regényeit hazánkban is kiadták, 1950-ben, 26 évesen elénekelt néhány klasszikus dalt és áriát a Constitution Hall színpadán. A Washington Post zenekritikusa fanyalgó kritikákat írt róla, mire az elnök levélben azt ígérte a szerzőnek: „Ha egy nap találkozunk, magának szüksége lesz egy új orra, egy nagy marhaszeletre, amit a monoklis szemére tesz, s talán némi alátámasztásra is odalent!” A pletykalapok megszerezték és közzétették a levelet. Az olvasóközönség egy része fel volt háborodva, hogy az elnök milyen közönségesen viselkedik, s csak kevesen vélekedtek úgy, hogy neki is ugyanúgy jogában áll a lánya védelmére kelni, mint bármely más apának.
Truman remekül megbirkózott a modern elnöki hatalom megszervezésének feladatával. Megnövelte a Fehér Ház személyzetét, vezetésével 1947-ben a nemzetbiztonsági törvénnyel teljesen átszervezték a hadügyek irányítását, létrehozták az elnök mellett tevékenykedő nemzetbiztonsági tanácsot és a Központi Hírszerző Ügynökséget (CIA).
Csak a „hűség programjának” 1947-es megindítása volt elhibázott intézkedés, mert ezzel Truman is hozzájárult a hidegháborús légkörben kialakuló kommunistaellenes boszorkányüldözéshez. A program során 1952-ig négymillió alkalmazott megbízhatóságát ellenőrizték, s mindössze 378 személyt, az alkalmazottak 22 ezrelékét találták bűnösnek. Az Egyesült Államokban valóban sok szovjet kém tevékenykedett (Alger Hiss, a Rosenberg házaspár stb.), az ártatlanok zaklatása miatt azonban a tényleges kémeket is ártatlanoknak lehetett feltüntetni.
Truman fellépett a faji diszkrimináció ellen: polgárjogi bizottságot hozott létre (1946), amelynek jelentése alapján törvénytervezet készült a lincselés ellen, a szegregáció felszámolására és a feketék szavazati jogainak védelmére. Mindebből azonban csak annyi valósulhatott meg, hogy az elnök 1948-ban elrendelte a faji elkülönítés felszámolását a kormányhivataloknál és a hadseregben. Az 1948-as választáson ezért a déli demokraták nem támogatták őt, és saját jelöltet indítottak J. Strom Thurmond személyében. Henry A. Wallace jelölése tovább bomlasztotta a Demokrata Pártot, és a republikánus jelölt, Thomas E. Dewey New York-i kormányzó győzelme bizonyosnak tűnt. Truman azonban nem adta fel, körutazásra indult, mintegy háromszáz beszédet tartott, s támogatást kért polgárjogi, szociális és egészségbiztosítási programjához. Ez volt az utolsó televízió nélküli választási kampány. Truman támogatói még személyesen odakiálthatták az elnöknek: „Adj nekik Harry!” („Give them hell, Harry!”)
A választás estéjén a Chicago Daily Tribune című lap már vezércikkben hirdette meg: „Dewey legyőzte Trumant!” Másnap reggelre azonban kiderült, hogy az eredmény éppen ennek a fordítottja, s Truman vidáman lengette meg az éljenző tömeg előtt a vereségét hirdető lapot: „Én valahogy mást hallottam!” Győzelmét bátor fellépésének köszönhette és annak, hogy a munkások, farmerek és feketék nem bíztak a republikánusokban.

### Második ciklusa
A győztes elnök „Négy pont” címmel foglalta össze külpolitikai programját, melyben anyagi és technikai segítséget ígért a gazdaságilag fejletlen nemzeteknek. Belpolitikai törekvései a „Fair Deal” (Tisztességes egyezség) elnevezést kapták: ebben házépítési programot, teljes foglalkoztatottságot, magasabb minimálbért, valamint társadalom biztosítás kiterjesztését ígérte. A republikánusok és a déli demokraták miatt azonban csak az 1949-es lakásügyi törvényt és az öregkori biztosítást kiterjesztő társadalombiztonsági törvényt (1950) tudta elfogadtatni.
A kínai kommunisták győzelmének és a szovjet atombomba felrobbantásának hatására (1949) Truman tovább növelte az atombombák számát, majd engedélyt adott a hidrogénbomba kifejlesztésére. 1950-ben, a koreai háború kirobbanásakor megsokszorozták a katonai kiadásokat, s évi ötvenmilliárd dollárt, az össznemzeti termék 13%-át fordították a katonai költségekre. Truman kihasználta a szovjetek ideiglenes visszavonulását az ENSZ Biztonsági Tanácsából, amely agresszornak nyilvánította Észak-Koreát, s felszólította a tagállamokat a béke helyreállítására. 1950. június 30-án az elnök a Kongresszus megkérdezése nélkül csapatokat küldött Dél-Koreába. Ezzel egyúttal a Tajvanra menekült kínaiakat is védelemben részesíthették, és támogatást nyújthattak Franciaország számára Indokínában. Hivatalosan az Egyesült Államok csak az ENSZ rendfenntartói intézkedését támogatta, valójában azonban a főparancsnok, Douglas MacArthur tábornok nem a Biztonsági Tanácsból, hanem Washingtonból kapta a parancsokat.
A kínai beavatkozás után azonban Truman nem volt hajlandó világháborúvá kiszélesíteni a háborút, és 1951. április 11-én le is váltotta az engedetlen, a kormány politikáját bíráló, az atombomba bevetését javasló MacArthur tábornokot. Ezzel heves támadások zúdultak az elnökre, ellenfelei azzal vádolták, hogy a katonák áldozata hiábavaló volt, s megfeledkeztek arról a tényről, hogy az eredeti célt, a kommunista terjeszkedés megakadályozását sikerült elérni. 1950-től pedig működésbe lépett a gátlástalan demagóg, Joseph R. McCarthy szenátor, aki azzal használta ki a koreai háború okozta gyász, frusztráció és bűnbakkeresés légkörét, hogy vad támadásokat indított a kormányzat ellen. Azt állította, hogy pontos listája van a kormány által alkalmazott „tagkönyves kommunistákról”, akik létszámát hol 57-re, hol 205-re, hol 81-re tette. Hugh Brogan történész szavaival élve: „nem tudott semmit sem a kommunistákról, sem a kormányról, csak azt tudta, hogy a sár tapad.” Egyetlen tényleges kommunistát sem sikerült lelepleznie, csak annyit ért el, hogy meggondolatlan akcióra serkentette a Képviselőház korábban létrehozott Amerika-ellenes Tevékenységet Vizsgáló Bizottságát.
Ha azokra a milliókra gondolunk, akik ekkoriban a kommunista lágerekben haldokoltak, az amerikai „boszorkányüldözés” meglehetősen jelentéktelennek tűnik, annyi azonban bizonyos, hogy egy időre lefékezte a demokratikus folyamatokat, kitűnő propagandaanyagot biztosított a szovjet sajtó számára, s a nyugat-európaiak egy részének körében ellenszenvet ébresztett az amerikai politikusok iránt. Truman úgy nyilatkozott McCarthyról, hogy „sokkal hatékonyabban támadja legfontosabb szabadságjogainkat, mint amennyire a kommunisták képesek!” A McCarran-féle belbiztonsági törvényjavaslatot az elnök 1950-ben megvétózta, de a kongresszus érvénytelenítette vétóját. A törvény lehetővé tette, hogy az elnök letartóztathassa és fogva tarthassa „belbiztonsági szükséghelyzet esetén” a gyanús személyeket.
Truman elnöksége idején, 1947-ben módosították az elnöki örökösödés 1886-os törvényét, meghatározták, hogy a kabinet tisztviselői milyen sorrendben léphetnek egymás elhalálozása után az elnök helyére, s ratifikálták a XXII. alkotmánykiegészítést (1951).
A latin-amerikai országokkal kialakított kapcsolatok a Riói paktum nevű biztonsági szerződésnek (1947) és az Amerikai Államok Szervezete megalakításának (1948) köszönhetően igen kedvezően alakultak.
1950. november 1-je csendes délutánján két fegyveres Puerto Ricó-i nacionalista, Oscar Collazo és Griselio Torresola rátámadt a Blair-házra, ahol a Truman család a Fehér Ház restaurálása (1948-52) idején lakott. A lövöldözésre Truman természetesen az ablakhoz sietett, s csak a „Vissza! Vissza!” kiáltásokra hagyta ott. Az őrök a két percig tartó tűzharc során Torresolát agyonlőtték, társát megsebesítették s elfogták. Amikor Collazo figyelmét felhívták arra a tényre, hogy Truman nevezte ki az első bennszülött kormányzót Puerto Rico számára, s ő terjesztette ki a szigetre a társadalombiztosítási törvényeket is, így válaszolt: „De Truman volt a rendszer szimbóluma! Nem az embert támadtuk meg, hanem a rendszert!” Truman megkegyelmezett a halálra ítélt Collazónak, aki 1979-ben a „rendszer másik szimbólumától”, Jimmy Carter akkori elnöktől amnesztiát kapott.

### Elnöksége után
Az elnök már 1949-ben eldöntötte, hogy nem indul új választáson. Visszavonulása után rengeteget utazott, szónokolt, főleg a választási hadjáratok idején, és megírta emlékiratait. Pályafutásával ő is bebizonyította, hogy az egyszerűbb, hétköznapi emberből is válhat tekintélyes politikus. Lányának e szavakkal foglalta össze pályafutását: „A te papádat sohasem fogják a nagyok között emlegetni. De biztos lehetsz abban, hogy a maga szintjén mindent megtett, amit csak tudott, és mindenét az országnak adta. Van egy sírfelirat az arizonai Tombstone Boot Hill nevű temetőjében, valahogy így szól: »Itt nyugszik Jack Williams. Átkozottul igyekezett. Tehet ennél többet az ember?« ”

## További információk

Truman bejelenti Németország kapitulációját (1945. május 8.)

## Elődök és utódok
| Elődje: Franklin D. Roosevelt | Az Amerikai Egyesült Államok elnöke 1945. április 12. – 1953. január 20. | Utódja: Dwight D. Eisenhower |

| Elődje: Henry A. Wallace | Az Amerikai Egyesült Államok alelnöke 1945. január 20. – 1945. április 12. | Utódja: Alben W. Barkley |